# Kinoshita Group Japan Open Tennis Championships 2023
Das Kinoshita Group Japan Open Tennis Championships 2023 war der Name eines Tennisturniers der WTA Tour 2023 für Damen sowie eines Tennisturniers der ATP Tour 2023 für Herren. Das Damenturnier fand vom 11. bis 17. September 2023 in Osaka, das Herrenturnier vom 16. bis 22. Januar 2023 in der Präfektur Tokio statt.

## Herrenturnier
→ Qualifikation: Kinoshita Group Japan Open Tennis Championships 2023/Herren/Qualifikation

## Damenturnier
→ Qualifikation: Kinoshita Group Japan Open Tennis Championships 2023/Damen/Qualifikation